# Onitis perturbator
Onitis perturbator là một loài bọ cánh cứng trong họ Bọ hung (Scarabaeidae).